# Podothrombiidae
Podothrombiidae är en familj av spindeldjur. Podothrombiidae ingår i ordningen kvalster, klassen spindeldjur, fylumet leddjur och riket djur.
Familjen innehåller bara släktet Podothrombium.